# 橋爪徳右衛門
橋爪 徳右衛門（はしづめ とくえもん）は、江戸時代の農民。紀伊国有田郡宮原荘道村に住み畠山氏の末裔を称した。

## 概要
『紀伊続風土記』によると畠山政国の一族の畠山徳大夫という人物の末裔であり、畠山氏が滅亡した際（天正13年（1585年）3月の豊臣秀吉による紀州征伐）に帰農したとされる。畠山氏の没落後も一族を助けていたようで、政国の玄孫（『風土記』では子とされる）の畠山基玄が江戸に召されて高家となると、謝礼として毎年金が贈られていたという。『風土記』編纂の頃にも畠山氏に関する書状を複数所有していた。